# Abschiedswalzer (Film)
Abschiedswalzer (Alternativtitel: Abschiedswalzer. Zwei Frauen um Chopin) ist ein deutscher Spielfilm aus dem Jahr 1934, der den polnischen Komponisten Frédéric Chopin zum Thema hat. Er basiert auf einer literarischen Vorlage von Jacques Théry.

## Handlung
Warschau, 1831: Der junge Musikstudent  Frédéric Chopin, der bei Prof. Joseph Elsner studiert, sympathisiert für die polnische Sache gegen die russische Besatzung. Privat liebt er die junge Sängerin Constantia Gladkowska und schreibt für sie In mir klingt ein Lied. Deren Mutter hat währenddessen den reichen Kaufmann Grabowsky als Heiratskandidaten für ihre Tochter auserkoren, was bei dieser allerdings nicht auf Gegenliebe stößt.
Als Chopins Freunde von der Revolutionären Liga eine Revolution gegen die russische Besatzung initiieren wollen, planen sie, dass Chopin ins Ausland soll, um nicht der Revolution zum Opfer zu fallen; stattdessen soll er Polens Ruhm über die polnischen Landesgrenzen hinaustragen. Da bekommt Elsner von seinem Verleger eine Einladung an Chopin, an einem Konzert in Wien teilzunehmen. Als Chopin seine Zusage von Constantia abhängig machen will, nimmt Elsner Kontakt mit ihr auf; Constantia gibt Chopin gegenüber nun vor, Grabowsky heiraten zu wollen.
Wenig später gibt Chopin sein erstes Konzert in Paris. Elsner macht Werbung für das Konzert und legt sich unbeabsichtigt mit dem Musikkritiker Friedrich Kalkbrenner an. Währenddessen hat Chopin Sehnsucht nach Warschau, seiner Familie, seinen Freunden und Constantia. Das Konzert wird von der Pariser Prominenz besucht, die Chopin auf Grund des gerade ausgebrochenen Aufstandes in Polen ihren Beistand ausdrücken will. Der Aufstand wird niedergeschlagen. Chopins Konzert bekommt fast ausschließlich negative Kritiken; die einzige positive Kritik kommt von der Schriftstellerin George Sand. Während Verleger Ignaz Pleyel sich weigert, Chopins Musik zu verlegen, setzt sich George Sand bei Franz Liszt für Chopin ein.
Beide verschaffen Chopin einen Auftritt auf einem Empfang beim Herzog und der Herzogin von Orleans; durch eine List von Liszt denkt das Publikum zunächst, dass Franz Liszt spielt, und ist dann ganz überrascht, als Chopin am Klavier sitzt. Nun erklärt Pleyel sich bereit, Chopins Musik zu veröffentlichen. Während Constantia in Paris ist, kommen Chopin und George Sand sich näher. Constantia reagiert bedrückt, als Chopin sie schon am nächsten Tag auf ihrer Reise nach Mallorca begleiten will. Chopin spielt für Constantia ein letztes Mal In mir klingt ein Lied.

## Kritiken
„Sorgfältig inszenierte, aber spürbar veraltete Unterhaltung, die nur noch in den musikalischen Partien interessiert.“

## Hintergrund
Das Drehbuch des Films diente später im Jahr 1945 auch als Verfilmungsvorlage für Polonaise.
Es wurde auch eine französischsprachige Version des Films namens La chanson de l’adieu (Regie: Albert Valentin, Géza von Bolváry, mit Jean Servais in der Hauptrolle) gedreht.